# SEA OF JOY
『SEA OF JOY』（シー・オブ・ジョイ）は、横関敦のアルバム。

## 内容
「DINOSAUR」の続編として制作。「THE DESIRE」はテレビ朝日系「ミュージックステーション」テーマ・ソングであるが、当番組での演奏及び出演は一回もしなかった。月光恵亮がペンネームの井上龍仁名義で行ったストーリー的なライナーノーツも付属。

## 収録曲
1. START OF THE HUMAN FABLE
2. IN THE YEAR 0001 A.D.
3. EXTRAVAGANCE OF HUMAN BEING
4. ON THE FOOLISH HILL
5. SEA OF JOY
6. THE ADVENTURES
7. THE DESIRE
8. LOST HUMAN NATURE
9. WORLD WAR II
10. ATOMIC CIVILIZATION
11. SEPTEMBER 1990

## 参加ミュージシャン
- 横関敦 - ギター
  - 三柴理 - キーボード
  - 諸田コウ - ベース
  - そうる透 - ドラム